# 蒼藍革命之女武神

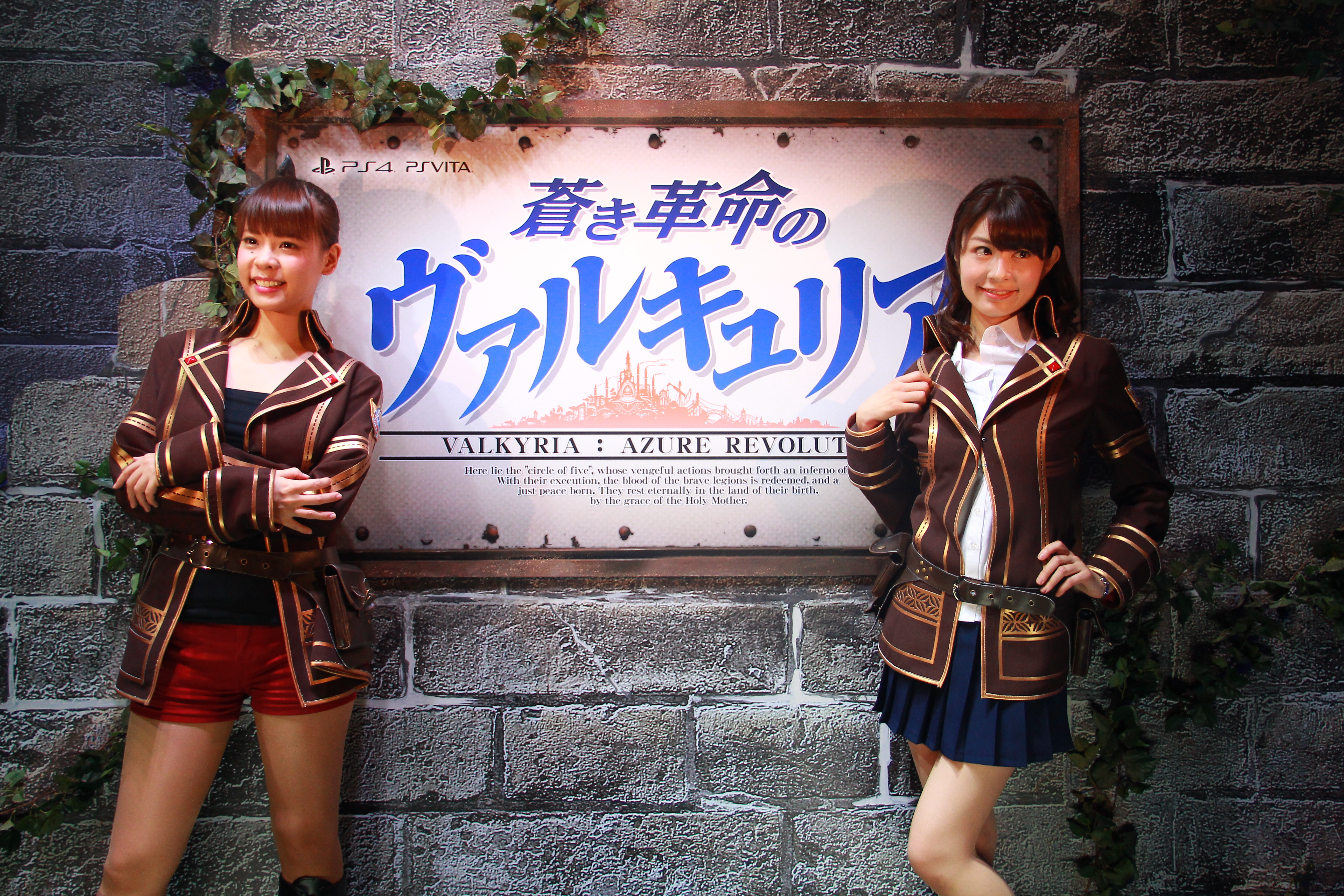
2016東京電玩展，《蒼藍革命之女武神》宣傳模特兒

《蒼藍革命之女武神》是Media.Vision为PlayStation 4、Playstation Vita和Xbox One开发的角色扮演游戏，由世嘉负责日本和北美地区的发行，台湾和香港地区由索尼互动娱乐亚洲发行，欧洲地区由Deep Silver；游戏于2017年1月19日在亚洲发售，2017年6月登陆欧美地区。本游戏属于战场女武神系列的外传作品，采用全新世界观和角色。

## 世界觀
《蒼藍革命之女武神》有著和《戰場女武神》相似的世界觀。世界存在著一種稱為「拉古耐特」的神秘蒼藍色礦石，拉古耐特能發出宛如魔法般的力量，人類稱這力量為「咒術」。人類以拉古耐特為能源，將咒術工業化發展為「咒工業」而繁榮起來，發起史稱「蒼藍革命」的產業革命。而列強為了發展咒工業而爭奪更多拉古耐特，進行帝國主義軍事及殖民擴張。
聖曆1853年，位於歐洲東南部的小國「日德蘭王國」長期被北方強大的「羅斯帝國」聯同歐洲列強施加經濟制裁欺壓，王國為了從帝國壓迫的魔掌之下解放出來而對帝國宣戰。可是，這場戰爭其實是由王國中五位「大罪人」的「一己私欲」而策動的。故事以五大罪人當中的反女武神特殊部隊「破滅魔狼」指揮官安姆雷斯·格倫夏爾與日德蘭王國公主奧菲莉亞為中心，講述這場戰爭背後的歷史謎團。